# Grêmio Atlético Sampaio
Grêmio Atlético Sampaio, kortweg GAS is een Braziliaanse voetbalclub uit Boa Vista in de staat Roraima. De club werd opgericht in 1965. Sinds 1996 speelt de club in de hoogste klasse van het Campeonato Roraimense maar kon nog geen enkele titel winnen. Tussen 2018 en 2022 speelde de club in Caracaraí. 

## Geschiedenis
In het midden van de jaren 1960 bereikten ze Roraima verschillende Braziliaanse landmacht uit verschillende delen van het land. Onder deze was Agenor Sampaio, op 11 juni 1965 richtte hij in een kazerne in de stad van Boa Vista, Grêmio Atlético Sampaio - GAS. De naam is een eerbetoon landgenoot General Sampaio, grote militaire Ceará.
De mascotte werd gekozen voor de leeuw - vandaar de bijnaam Leeuw van het Noorden en de Gouden Leeuw. De club kuif was anders dan de huidige, hoewel vergelijkbaar. Een leeuw in het geel in het midden van de rode jas, opzij; Hieronder was een van de club namen in hoofdletters: SAMPAIO; en de vacht van de top via viersterren zwart op de rode achtergrond.
De huidige shell heeft dezelfde kenmerken van de oude. Het nieuwe formaat is een pleintje met een baas op de achtergrond, maar blijft rood. Bovendien, de dingen zijn vergelijkbaar, met SAMPAIO naam onder, de sterren en de mascotte van de zijkant.
professioneel podium.
In het midden van de jaren 1990 geprofessionaliseerd de club, en in 1996 de Campeonato Roraimense 1996 gespeeld. Met Goiano hoogtepunten, Jacare en Junior club was state runner-up, het verliezen van de titel aan de Baré. Nog steeds gegarandeerde plek in de Campeonato Brasileiro Serie C 1996. Ondanks deze glorieuze start, door de jaren heen bleef bittere nederlagen. Het acteerwerk in Terceirona, echter, was verschrikkelijk. De club heeft slechts vier goals en niet gescoord in de competitie, het verwijderen nog steeds in de eerste fase.
In 2007 werd de club volledig gerenoveerd, het winnen van de eerste overwinning sinds 2004 op de Black River van 4-3, overstuur. Het shirt 5 Marcao was de eerste ronde van de staat in 2007 vice-topscorer met vijf doelpunten.
In 2009, het GAS was sub 18 kampioen, het waarborgen van de stoel in de bijkeuken Copa São Paulo de Futebol Júnior jr. Het hoogtepunt was de nummer 10 Andrey Ferreira. Uitgeroepen tot beste speler campetição. Hij maakte 4 doelpunten en gaf steun aan 5 doelstellingen van het team. De coach Jorge Serrado werd verkozen tot de beste coach in de competitie.

## Huidige cast

### Spelers
*Update: 6 mei 2016.